# Jens Diener
Jens Diener (* 20. Februar 1980 in Saarbrücken) ist ein deutscher politischer Beamter. Seit 26. April 2022 ist er Staatssekretär im saarländischen Ministerium der Justiz.

## Leben
Diener legte 1999 das Abitur am Otto-Hahn-Gymnasium in Saarbrücken ab. Von 1999 bis 2000 leistete er Wehrdienst. Er studierte zwischen 2000 und 2005 Rechtswissenschaften in Saarbrücken und Freiburg im Breisgau. Das Erste Juristische Staatsexamen legte er 2005 ab. Nach Abschluss des Referendariats im Bezirk des Saarländischen Oberlandesgerichts und des Zweiten Juristischen Staatsexamens 2007 war er 2007/08 zunächst als selbständiger Rechtsanwalt tätig. Ab 2008 war er als Zivil-, Betreuungs- und Unterbringungsrichter beim Amtsgericht Saarbrücken tätig, wechselte dann 2012 an das Landgericht Saarbrücken, wo er im Bereich des Zivilrechts und des Strafrechts tätig war. Es folgten Abordnungen an das Ministerium der Justiz des Saarlandes (2010–2012; 2017–2020), die Staatskanzlei des Saarlandes (2013/14), sowie als wissenschaftlicher Mitarbeiter an das Bundesverfassungsgericht (2015–2017). Im Jahr 2013 wurde er an der Universität Leipzig zum Dr. iur. promoviert. im April des Jahres 2021 wurde er zum Richter am Oberlandesgericht berufen.
Am 21. April 2022 stellte die Ministerpräsidentin des Saarlandes, Anke Rehlinger, Diener als Staatssekretär im saarländischen Ministerium der Justiz vor, die Ernennung erfolgte am 26. April 2022 durch die Justizministerin Petra Berg.
Diener ist verheiratet und hat zwei Kinder.

## Schriften
- Patientenverfügungen psychisch kranker Personen und fürsorglicher Zwang. (= Schriften zum Betreuungsrecht (SBR), Band 1), Duncker & Humblot, 2013, ISBN 978-3-428-14130-2 (zugleich Dissertation))